# Armadillidium espanyoli
Armadillidium espanyoli is een pissebed uit de familie Armadillidiidae. De wetenschappelijke naam van de soort is voor het eerst geldig gepubliceerd in 1992 door Cruz.